# Эскопетарра
Эскопетарра (исп. Escopetarra) — гибрид гитары и винтовки. Используется как символ мира. Название происходит от слияния двух испанских слов escopeta (ружьё, дробовик) и guitarra (гитара).
Эскопетарра была создана в 2003 году колумбийским активистом Сесаром Лопесом после террористической атаки на El Nogal Club в Боготе, когда он заметил солдата с ружьём, похожим на гитару. Первая эскопетарра была сделана из винтовки Winchester и электрогитары Stratocaster.
Для начала Сесар Лопес сделал пять эскопетарр, четыре из которых были отданы колумбийскому музыканту Хуанесу, аргентинскому музыканту Фито Паэзу, Программе развития ООН, городским властям Боготы, пятую же эскопетарру он оставил для себя. Позже Хуанес продал свою эскопетарру за 17 000 долларов фонду Беверли-Хиллз, в пользу пострадавших от противопехотных мин, в то время как эскопетарра, принадлежащая ООН, была выставлена в июне 2006 года на Конференции ООН по разоружению.
В 2006 году Сесар Лопес приобрёл дополнительные 12 списанных автоматов АК-47 в Colombia’s peace commissioner’s office. Как только они будут преобразованы в эскопетарры, он планирует передать их Шакире, Карлосу Сантане и Полу Маккартни, а также Далай-ламе. Окружение Далай-ламы отвергло такое предложение, сославшись на неуместность давать оружие в качестве подарка. Сесар Лопес заявил, что попытается объяснить свою цель более чётко.